# Friedrich Robert Helmert

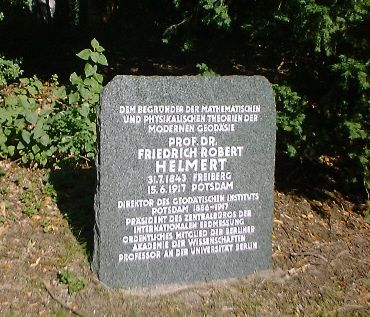
Placă comemorativă pe dealul Helmert Telegraphenberg în Potsdam

Friedrich Robert Helmert (n. 31 iulie 1843 Freiberg, Saxonia - d. 15 iunie 1917, Potsdam) a fost un geodez german cu importante lucrări despre teoria erorilor. Este considerat fondatorul teoriilor matematice și fizice ale geodeziei moderne.

## Biografie
A studiat la Universitatea Tehnică din Dresda între anii 1859 și 1863 și a luat doctoratul în 1867 la Leipzig. În 1870 a intrat la Universitatea Tehnică din Aachen, mai întâi ca instructor și apoi, între anii 1872-1886, ca profesor de geometrie practică și geodezie. În 1886 el i-a succedat lui Johann Jacob Baeyer ca director al Institutului geodezic din Berlin, poziție pe care a menținut-o până la moartea sa în 1917. Din 1887 a fost profesor la Universitatea Humboldt din Berlin. A fost membru al Academiei de Științe din Berlin (Academia Prusacă de Științe) din 1900 și membru al Academiei de Științe din Torino din 1903.

## Contribuții principale
Una dintre principalele contribuții ale lui Helmert este legată de studiul geodeziei teoretice pentru care a publicat două lucrări: „Teorii matematice și fizice de Geodezie Superioară”, volumele 1 și 2, publicate în 1880 și 1884.
Un alt studiu important a fost cel despre metoda celor mai mici pătrate pentru ajustarea curbelor publicate în două ediții, în 1872 și în 1907.
Altă lucrare importantă a fost cea despre transformările coordonatelor. Chiar și astăzi, metoda de prelucrare a 7 parametri între sistemelele tridimensionale se numește transformare Helmert.
Definiția dată geodeziei de Helmert ca fiind „știința măsurării și reprezentării suprafeței Pământului” merită toată atenția nu numai pentru vechimea sa, cât mai ales pentru calitățile sale de generalizare și de exprimare simplă, dar edificatoare a obiectului de studiu al geodeziei.

## Legături externe
- de Transformarea Helmert